# Бистра (притока Старої)
Бистра — річка в Україні в Ужгородському районі Закарпатської області. Ліва притока річки Старої (басейн Дунаю).

## Опис
Довжина річки приблизно 8,12 км, найкоротша відстань між витоком і гирлом — 6,79  км, коефіцієнт звивистості річки — 1,20 . Формується декількома струмками.

## Розташування
Бере початок на південно-західних схилах гори Безіменної (766,4 м). Тече переважно на південний захід через село Пацканьово і на східній околиці села Лінці впадає у річку Стару, праву притоку річки Латориці.

## Цікаві факти
- Населені пункти вздовж берегової смуги: Шкуратівці[2].